# (726) Джоэлла
(726) Джоэлла (лат. Joëlla) — астероид главного пояса астероидов, который был открыт 22 ноября 1911 года американским астрономом Джоэлом Меткалфом в обсерватории города Уинчестер и назван в честь женской формы имени первооткрывателя.